# Forcipomyia resinicola
Forcipomyia resinicola är en tvåvingeart som först beskrevs av Jean-Jacques Kieffer 1901.  Forcipomyia resinicola ingår i släktet Forcipomyia och familjen svidknott. Inga underarter finns listade i Catalogue of Life.